# Nyakuichiōji-jinja
Le Nyakuichiōji-jinja (若一王子神社), situé à Ōmachi dans la préfecture de Nagano, est un sanctuaire shinto réputé. 
Son ancien statut était celui de sanctuaire préfectoral, mais il est actuellement classé comme sanctuaire beppyo par l'Association des sanctuaires shinto.
Il est dédié à la vénération de Nyakuichiōji

## Divinités vénérées
Au sanctuaire Nyakuichiōji-jinja, les cinq dieux suivants sont vénérés :
- Nyakuichiōji – le dieu du cinquième sanctuaire
- Kumano Nachi-taisha
- Amaterasu Omikami
- Izanami-no-Mikoto
- King Nishinao (ja)
- Princess Imoya (ja)

## Histoire
Nyakuichiōji-jinja aurait son origine sous le règne de l'empereur Suinin, lorsque le prince Nishina, qui dirigeait la région, construisit un sanctuaire dédié à Izanami-no-Mikoto, la déesse de l'eau.
L'endroit où il a été construit se trouvait à proximité d'une voie navigable appelée seki (barrage) qui a été aménagée par le clan Nishina (de) pendant la période Kamakura, et était un endroit important pour détourner l'eau vers le centre-ville.
Fondé à l'époque de Kamakura par Nishina Morito (ja), un seigneur de la région d'Azumi-gun (ja), le sanctuaire a été établi après que Morito eut fait un pèlerinage à Kumano Gongen dans la province de Kii. Il invita alors Nyakuichiōji, vénéré dans la cinquième salle de Nachi Taisha, à devenir la divinité protectrice du manoir Nishina (ja). 
Depuis lors, le temple est connu sous le nom de Nyakuichi no Miya (Temple de Nyakuichioji, Oji Gongen). Au cours de cette période, Morito obtint la faveur de l'empereur Go-Toba, qu'il servit en qualité de guerrier de la Garde de l'ouest (ja). Après la destruction du clan Nishina par le clan Takeda, les dirigeants du Japon, à la suite de l'action d'Oda Nobunaga, ont intégré le comté d'Azumi dans les territoires successivement gouvernés depuis le château de Matsumoto, le plaçant ainsi sous la protection de ce domaine.
À l'époque de l'ère Meiji, en réponse à la politique de séparation du shintoïsme et du bouddhisme, connue sous le nom de Shinbutsu bunri, le temple perdit son nom d'origine et fut renommé sous son appellation actuelle. En 1931, durant la sixième année de l'ère Showa, il fut élevé au rang de sanctuaire préfectoral. Ensuite, en 1976, durant la cinquante-et-unième année de l'ère Showa, il fut inscrit sur la liste des sanctuaires beppyo par l'Association des sanctuaires shinto.

## Syncrétisme shinto-bouddhiste
Le sanctuaire présente à la fois des portes torii et des bâtiments typiques des sanctuaires shinto, ainsi que des halls Kannon et des pagodes à trois étages, caractéristiques des temples bouddhistes, coexistant dans la même enceinte. Cette coexistence maintient l'apparence d'un syncrétisme entre le shintoïsme et le bouddhisme. On dit que le sanctuaire de Nyakuichiōji-jinja a été préservé sous cette forme parce que, lors de la restauration de Meiji et en réponse au mouvement visant à abolir le bouddhisme initié par le domaine de Matsumoto, les prédécesseurs ont astucieusement construit de petits talus entre chaque bâtiment, arguant que le sanctuaire et le temple étaient des entités séparées.

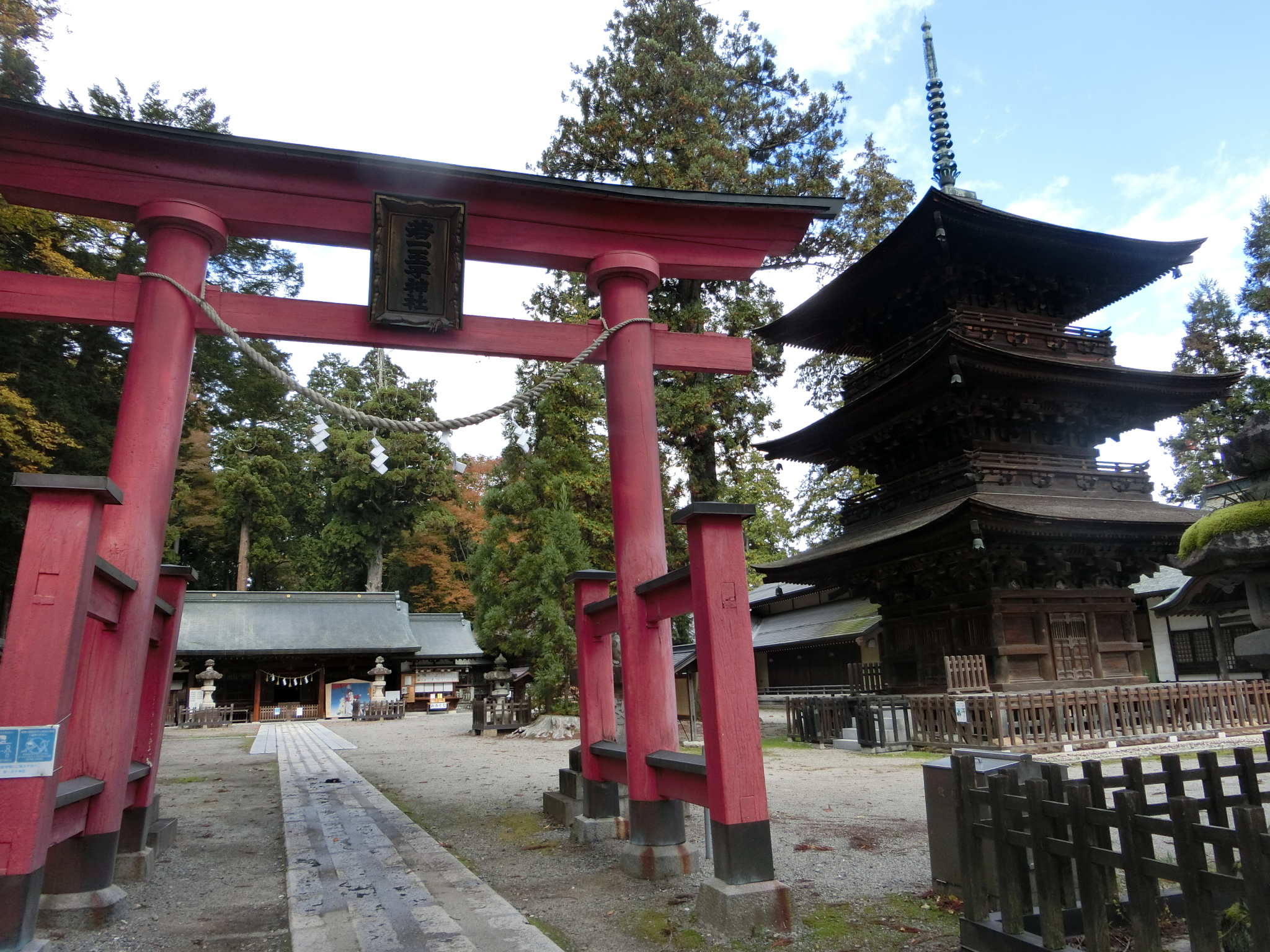
Porte Torii et pagode à trois étages du sanctuaire Nyakuiichioji

## Terrain du temple

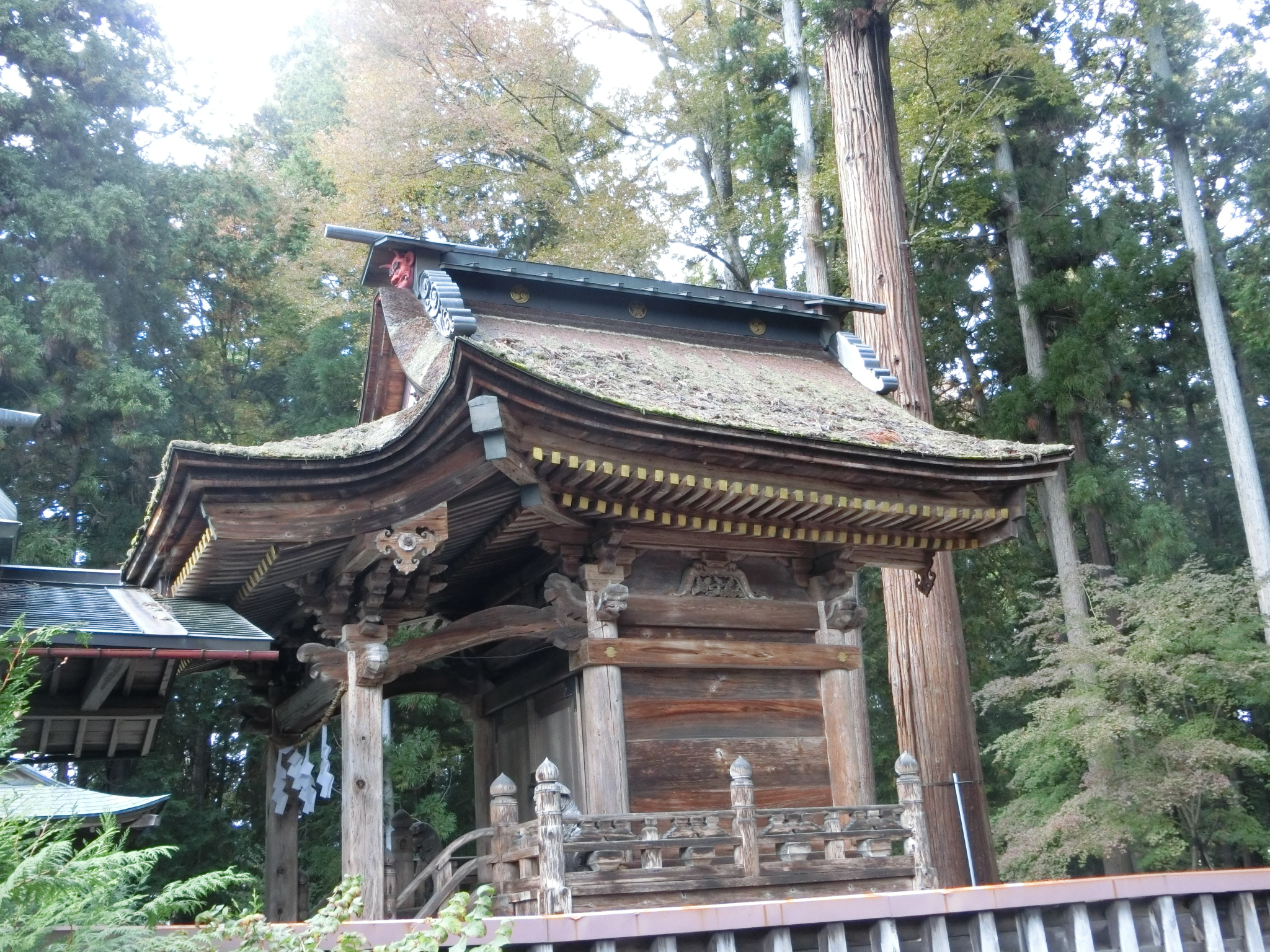
Hall principal

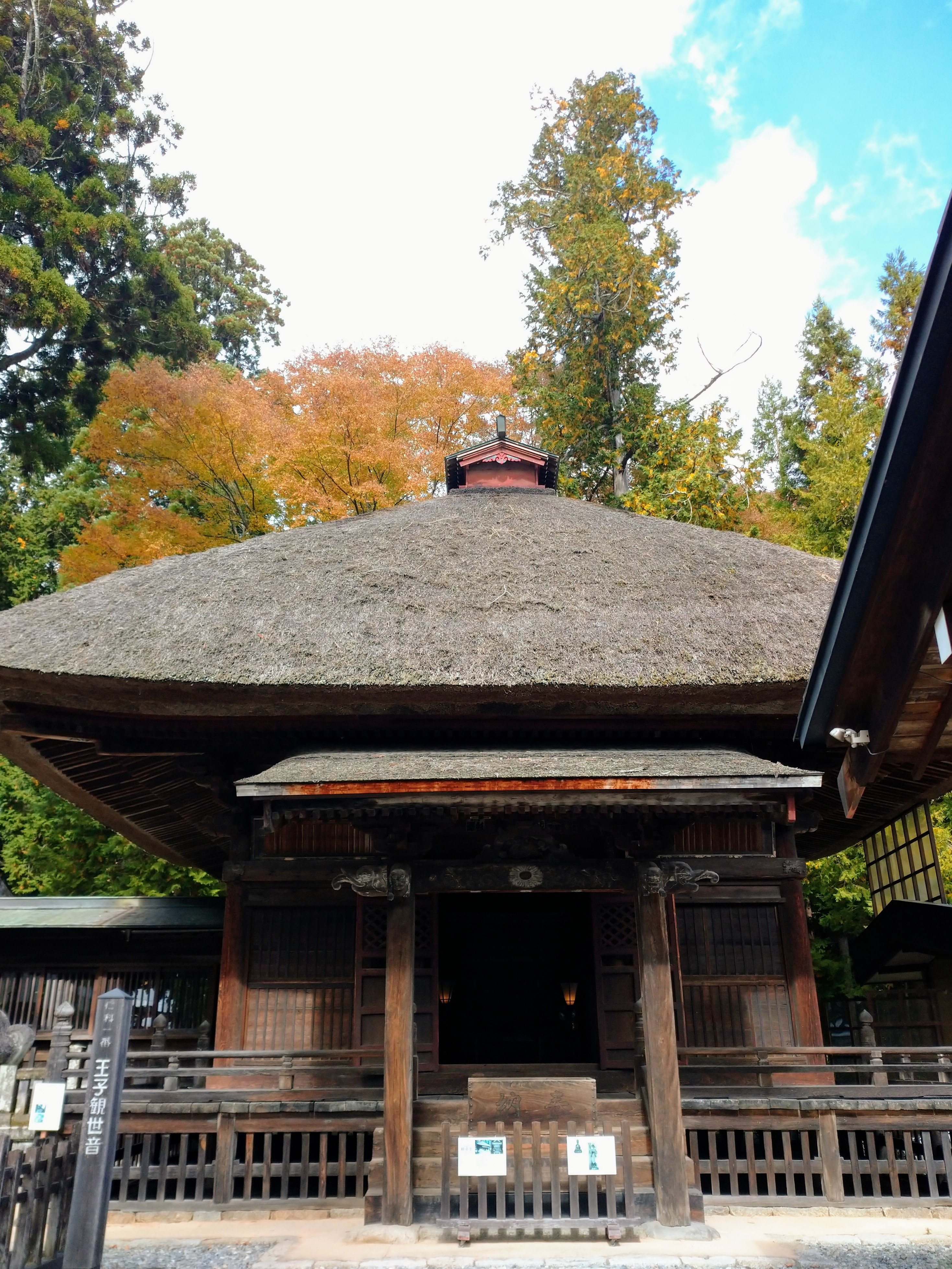
Kannon Hall (photographié le 21 octobre 2023)

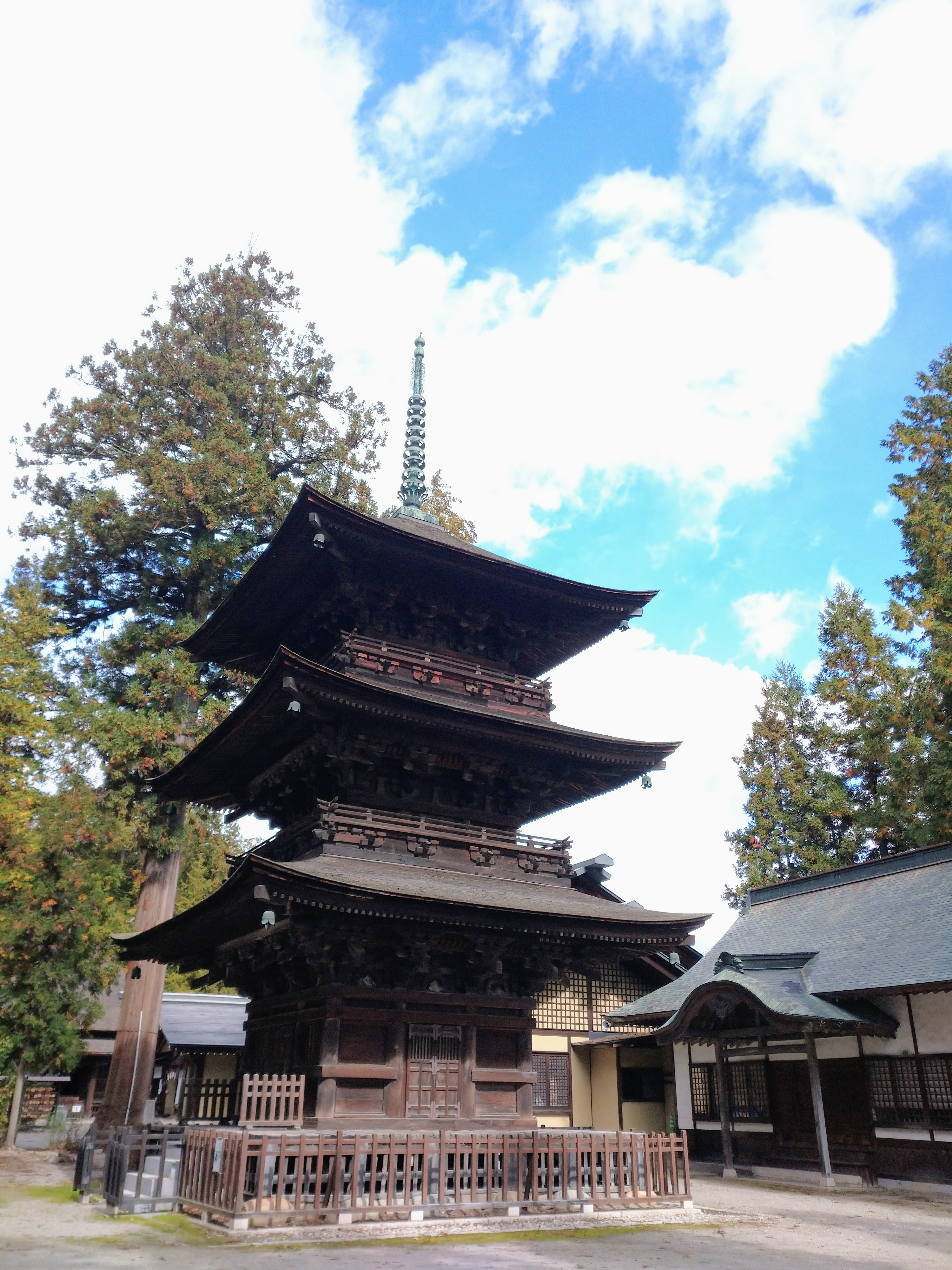
Pagode à trois étages (photographiée le 21 octobre 2023)

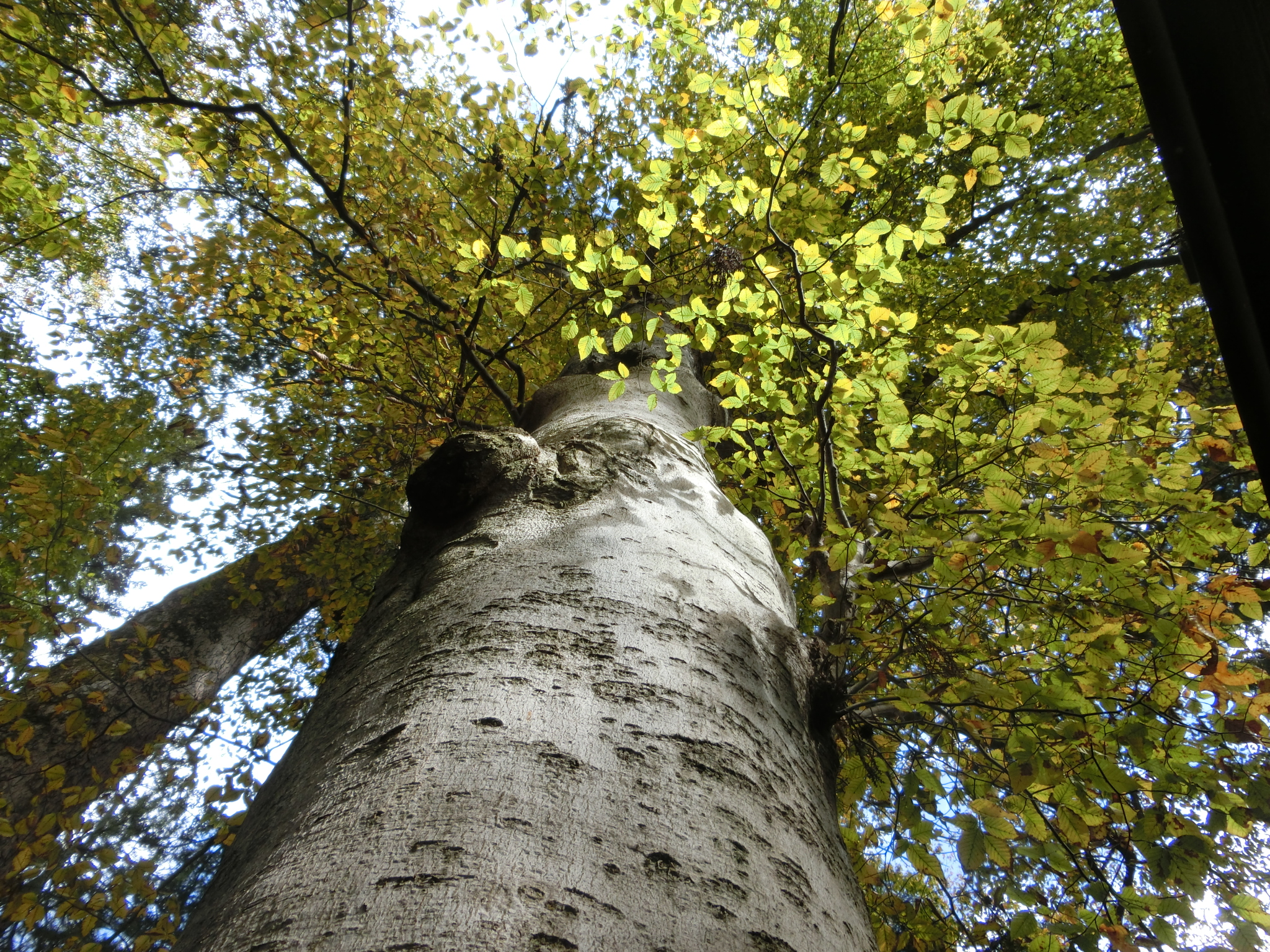
Hêtres poussant dans l’enceinte du temple (photographié le 21 octobre 2023)

La salle principale, construite par Nishina Moriyasu (ja) en 1556, est désignée comme un bien culturel important. La salle de culte a été ajoutée au temple en 1975 dans le cadre de l'ancien bâtiment du sanctuaire d'Ise.
Le Kannon Hall, situé à l'est du hall principal, abrite une statue de l'Ekādaśamukha, qui serait le Bouddha local du prince Nyakui. On y trouve également une pagode à trois étages.

### bâtiment
Les principaux bâtiments du parc sont les suivants :
Salle principale (bien culturel important)
Le sanctuaire à une travée est construit dans le style Kasuga avec des coins en bois et un toit en écorce de cyprès.
Kannon Hall (Trésor de la préfecture de Nagano)
Le Kannon Hall, reconnu comme un trésor préfectoral de Nagano, fut érigé en 1706, lors de la troisième année de l'ère Hoei. Cette structure remarquable se compose de trois travées et est couronnée d'un toit à quatre versants couvert de chaume, avec une entrée en pignon ornée. Un toit en bardeaux, couvrant une seule portée, protège l'entrée principale. L'intérieur du sanctuaire abrite un palais sacré, un espace confiné à une seule travée sous un toit à croupes et pignon, également avec une entrée en pignon et un toit fait de planches horizontales. Les balustrades de la véranda sont agrémentées de sculptures de nymphes célestes, et les pieds de la structure, sculptés en forme de pattes de grenouille, sont décorés d'une sculpture de kirin. Au plafond du sanctuaire extérieur se déploie un dragon majestueux peint à l'encre, tandis que le plafond à caissons du sanctuaire intérieur est orné de peintures de fleurs et d'oiseaux aux couleurs éclatantes. Le Kannon Hall héberge une statue assise en bronze de la Kannon aux onze têtes, une œuvre classée comme trésor de la préfecture de Nagano. Elle est accompagnée par une statue debout en bois de la même divinité, reconnue comme bien culturel tangible de la ville d'Omachi. La statue de bronze, qui est l'effigie principale du Kannon Hall et considérée comme le Bouddha local du prince Nyakuicho, mesure 19 centimètres de hauteur. Un panneau jadis partie intégrante de la statue a été retiré, laissant exposé uniquement le corps du Bouddha. Quant à la statue debout en bois de la Kannon aux onze têtes, elle est façonnée en cyprès et ornée de bois incrusté, bien que certaines de ses parties aient été endommagées par le feu.
Pagode à trois étages
La pagode à trois étages a été construite en 1711, durant la huitième année de l'ère Hoei, avec le soutien de Mokishoku Sankyo. Elle présente trois travées, trois côtés, et un toit en chaume. Au rez-de-chaussée, se trouvent les statues assises des Cinq Bouddhas de la Sagesse : Mahavairocana, Akshobhya, les Trésors de la Sagesse, Amitabha et Shaka Bouddha.  À l'intérieur de la structure en pattes de grenouille au premier étage, des figures sculptées des douze animaux du zodiaque chinois avec des corps humains et des visages d'animaux sont exposées.
Autres bâtiments
Il abrite une salle de culte, un bureau du sanctuaire, le sanctuaire Gokoku et le sanctuaire Yasaka.

### Forêt du sanctuaire
Le 30 avril 1965, 17 186,4 m2 sont classés monument naturel par la préfecture de Nagano. 
Le bosquet du sanctuaire est entouré de conifères, principalement des cèdres, mais il y a aussi des feuillus épars et un Hêtre du Japon .

## Festivals
Les fêtes annuelles sont les suivantes :

### Festival annuel
- 17 juillet

### Festival de célébration annuel
- Quatrième dimanche de juillet
- Rituel Yabusame
- Événements sur scène

### Omachi Yabusame
Le Yabusame du sanctuaire Nyakuichioji, également connu sous le nom d'Omachi Yabusame, est reconnu comme l'un des trois principaux Yabusame du Japon, aux côtés de ceux pratiqués au Tsurugaoka Hachimangū à Kamakura et au sanctuaire Kamo à Kyoto. Cette tradition fut introduite dans la région par le clan Nishina, qui a régné pendant environ 500 ans, de la période Heian à la période Kamakura. Selon la légende, cette tradition débuta en 829, lorsque l'empereur Go-Toba ordonna de poursuivre et tuer Hōjō Yoshitoki. Avant de partir pour la bataille, Nishina Morito organisa un spectacle de Yabusame devant l'autel pour solliciter la chance au combat, puisant son inspiration et son savoir-faire du Yabusame pratiqué au sanctuaire de Kamo, et ramenant ainsi cette tradition à Omachi.
Jusqu'à la Restauration de Meiji, ce Yabusame se déroulait conjointement avec le sanctuaire Nishina Shinmei-gū. Les archers participaient d'abord à l'événement au sanctuaire Nishina Shinmei le 16 juin du calendrier lunaire, puis se rendaient le lendemain au sanctuaire Nyakuichioji, parcourant une distance d'environ deux ri, soit environ 7,9 kilomètres. Après la Restauration de Meiji, ces événements commencèrent à être organisés séparément. À Omachi, Shigeemon Ito de Kaminakacho prit l'initiative de sélectionner les archers parmi les paroissiens généraux et finança de sa propre poche les équipements équestres et les costumes pour chaque quartier, établissant ainsi les bases du Yabusame d'Omachi tel qu'il est pratiqué aujourd'hui, où dix cavaliers issus de dix quartiers différents s'affrontent. En 1971, cette pratique fut désignée propriété culturelle folklorique de la ville d'Omachi et, en 2001, elle fut officiellement reconnue par la préfecture de Nagano (Liste des propriétés culturelles désignées par la préfecture de Nagano (ja)).
Une particularité remarquable de l'Yabusame d'Omachi est que les archers sont de jeunes garçons âgés de six à neuf ans. Ces jeunes participants, vêtus de vêtements de chasse et de kimonos de bataille, portent du maquillage, une longue épée, et un arc Shigefuji, avec des flèches dans leur carquois. Ils prennent grand soin de ne jamais laisser leurs pieds toucher le sol, considérés comme des enfants divinement possédés. Localement appelés "bobo", ces jeunes archers, ainsi que les chevaux qu'ils montent, sont accompagnés de porte-embouchures, porte-éventails, porte-chapeaux, gardes du corps, porteurs d'arcs, et d'autres accompagnateurs, tous vêtus de tenues traditionnelles. Leur défilé, rythmé par le chant "Hao, hao, hao", emprunte l'allure d'une procession de seigneur féodal, conférant à l'événement une dimension spectaculairement historique et culturelle.

## Galerie

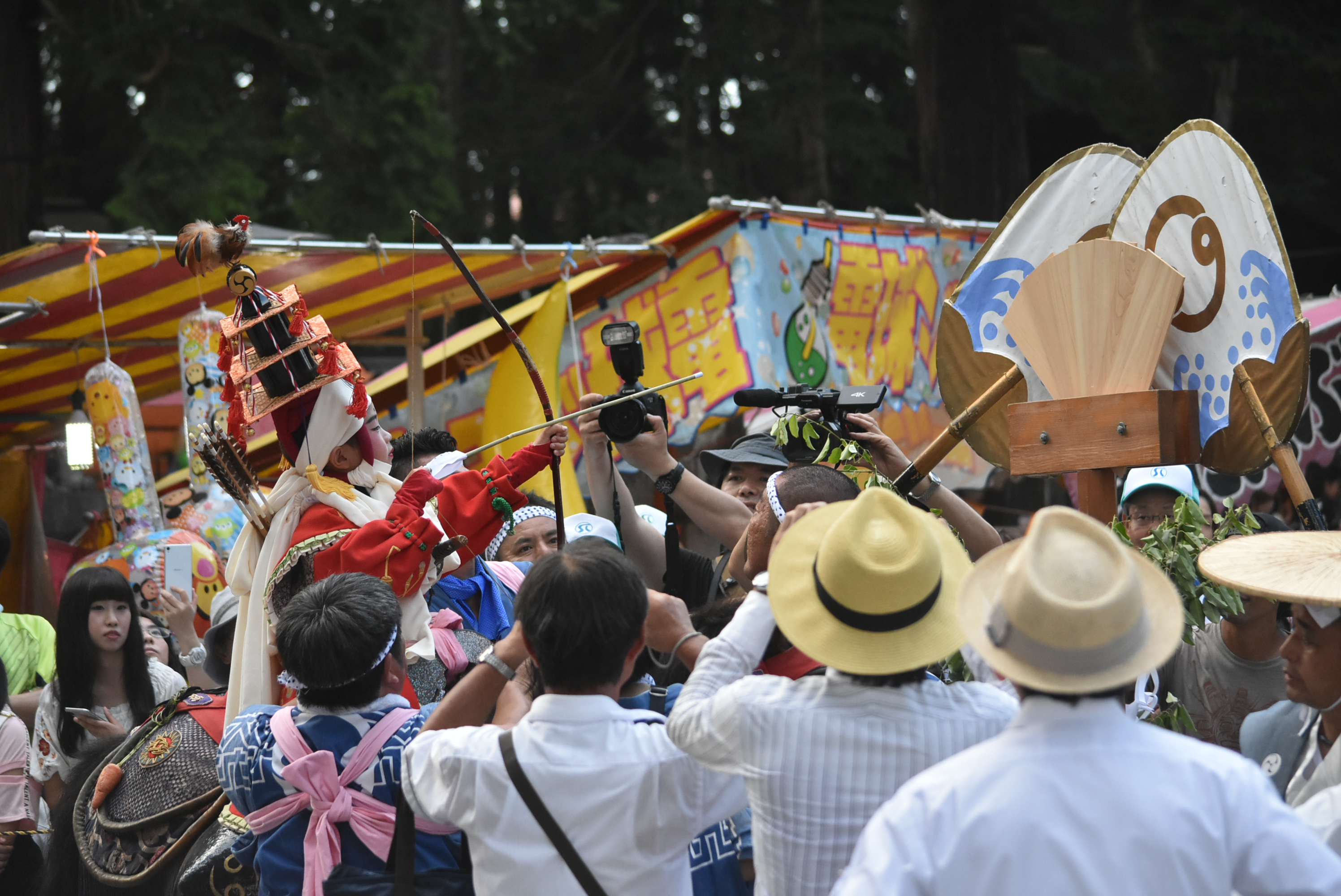
Événement de tir à l'arc Yabusame au sanctuaire Nyakuichiouji (photographié le 22 juillet 2018)
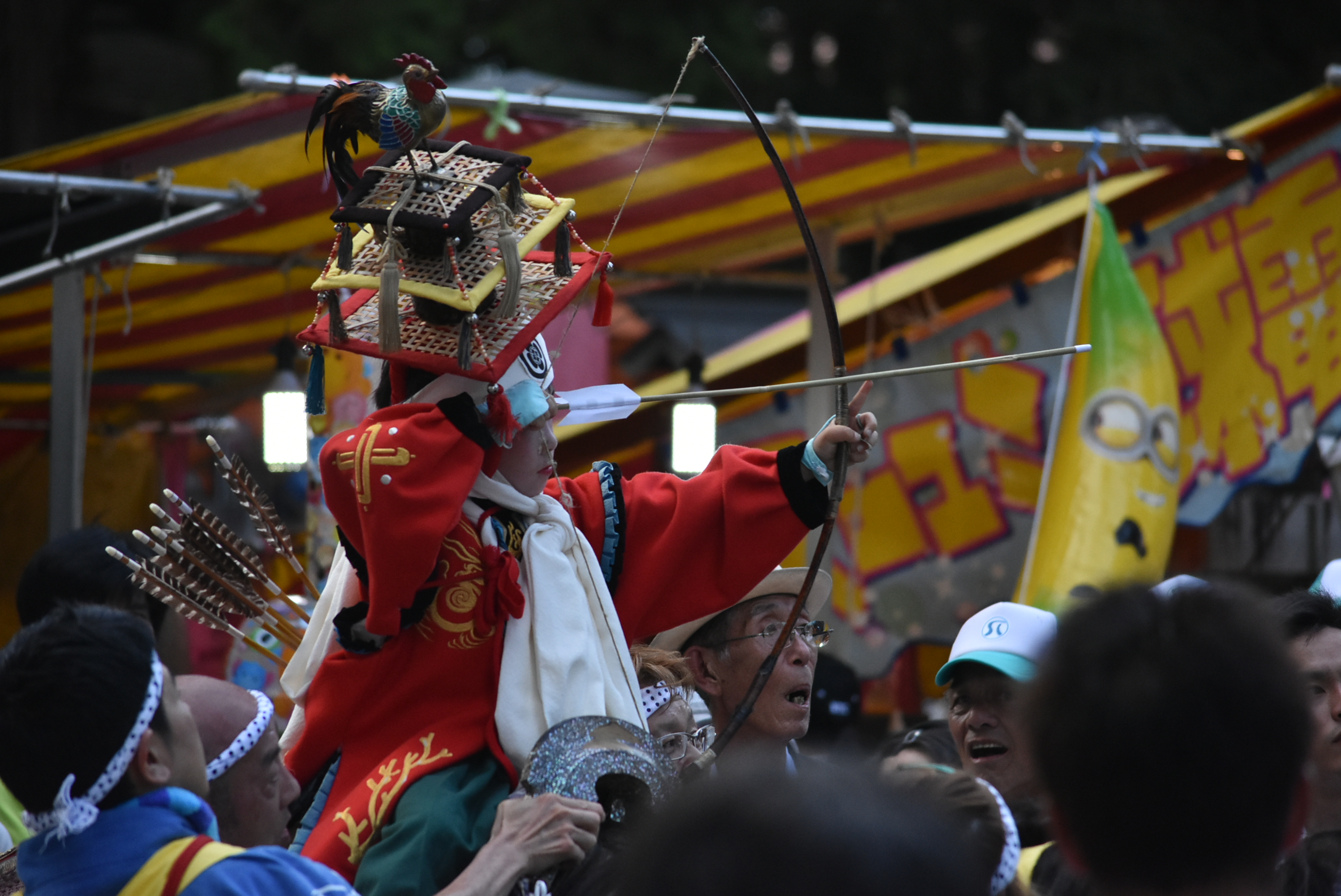
Archers à cheval au sanctuaire Nyakuichiouji (photographié le 22 juillet 2018)
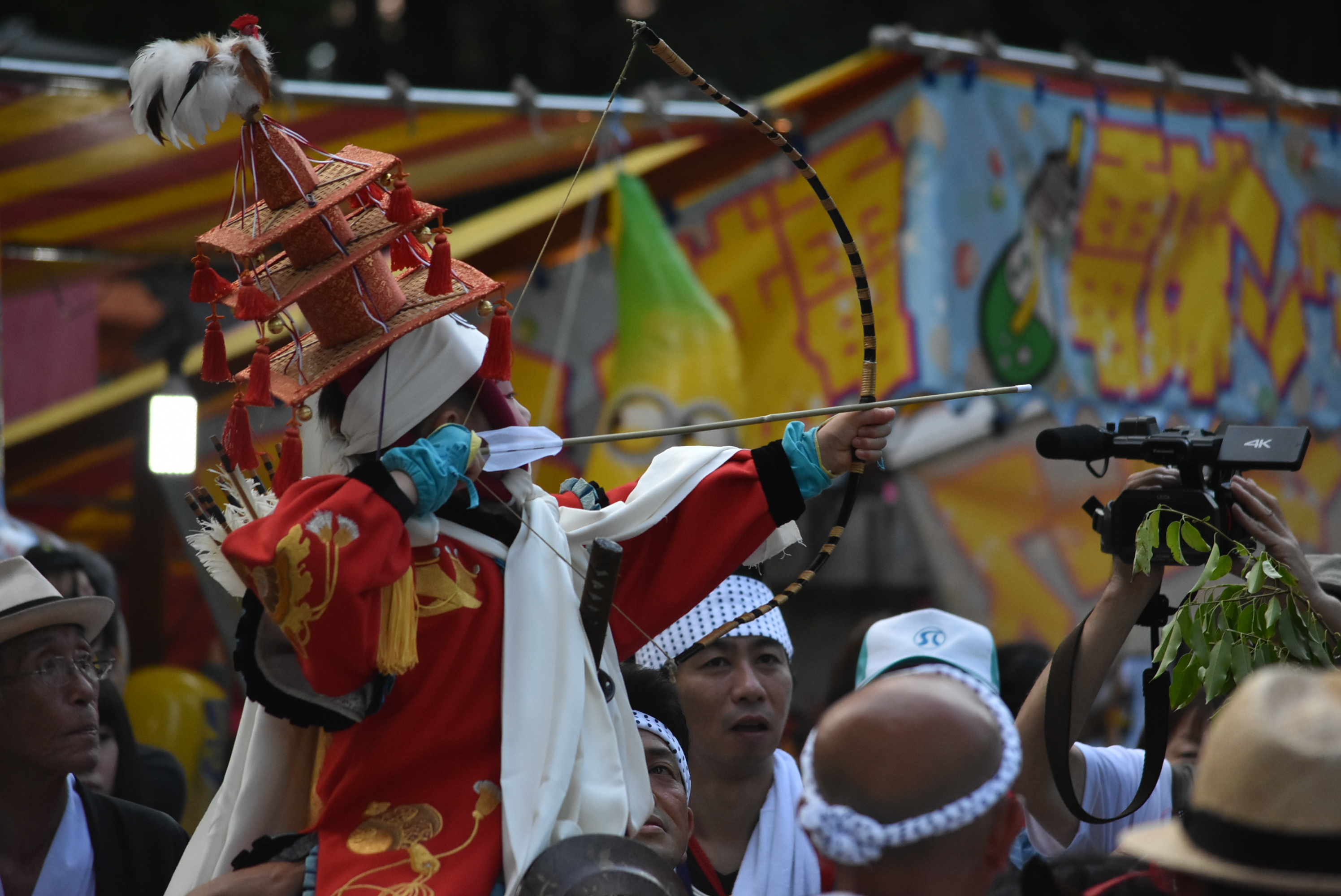
Tir à l'arc traditionnel à cheval au sanctuaire Nyakuichiouji (photographié le 22 juillet 2018)
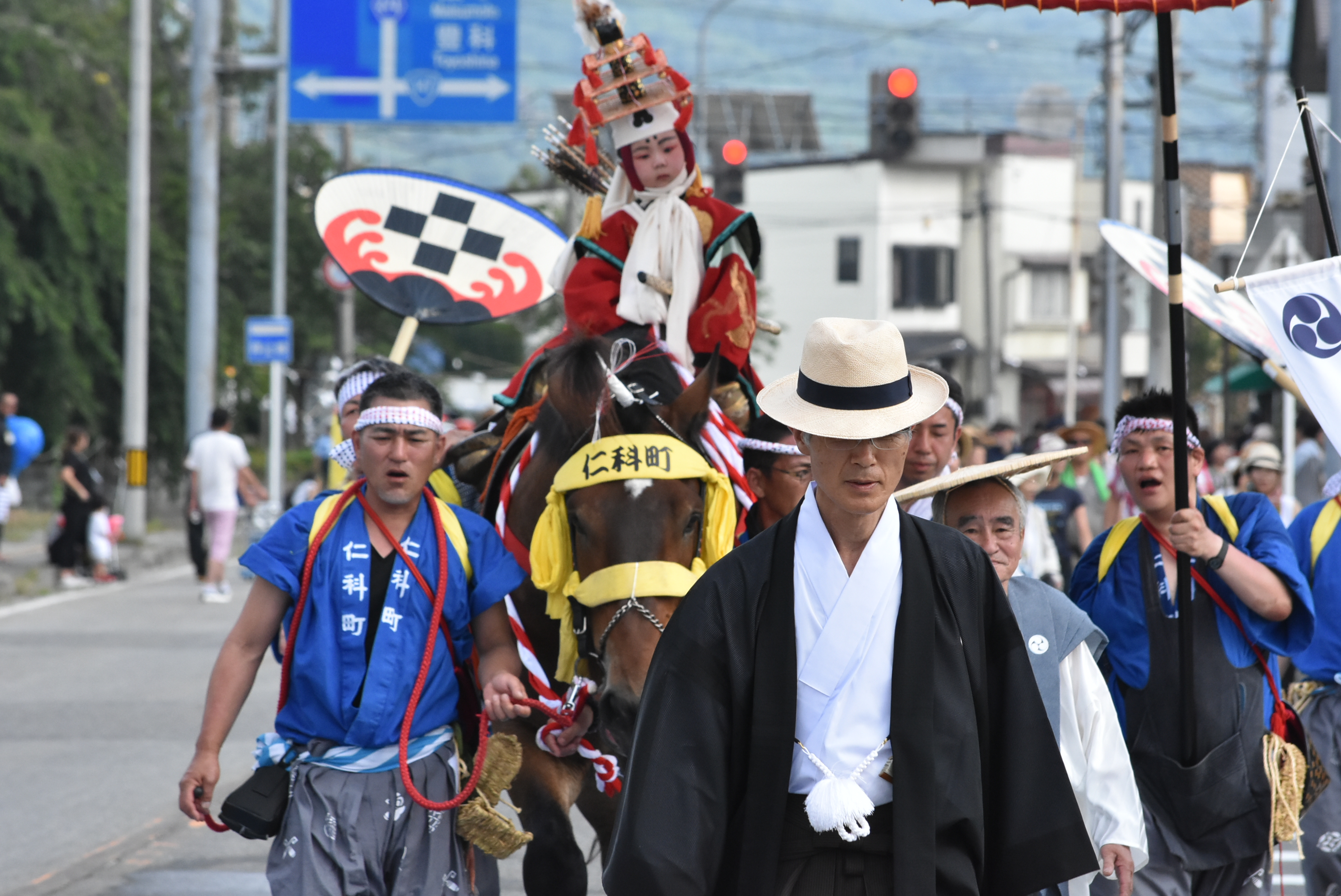
Scène de la cérémonie Yabusame au sanctuaire Nyakuichiouji (photographiée le 22 juillet 2018)
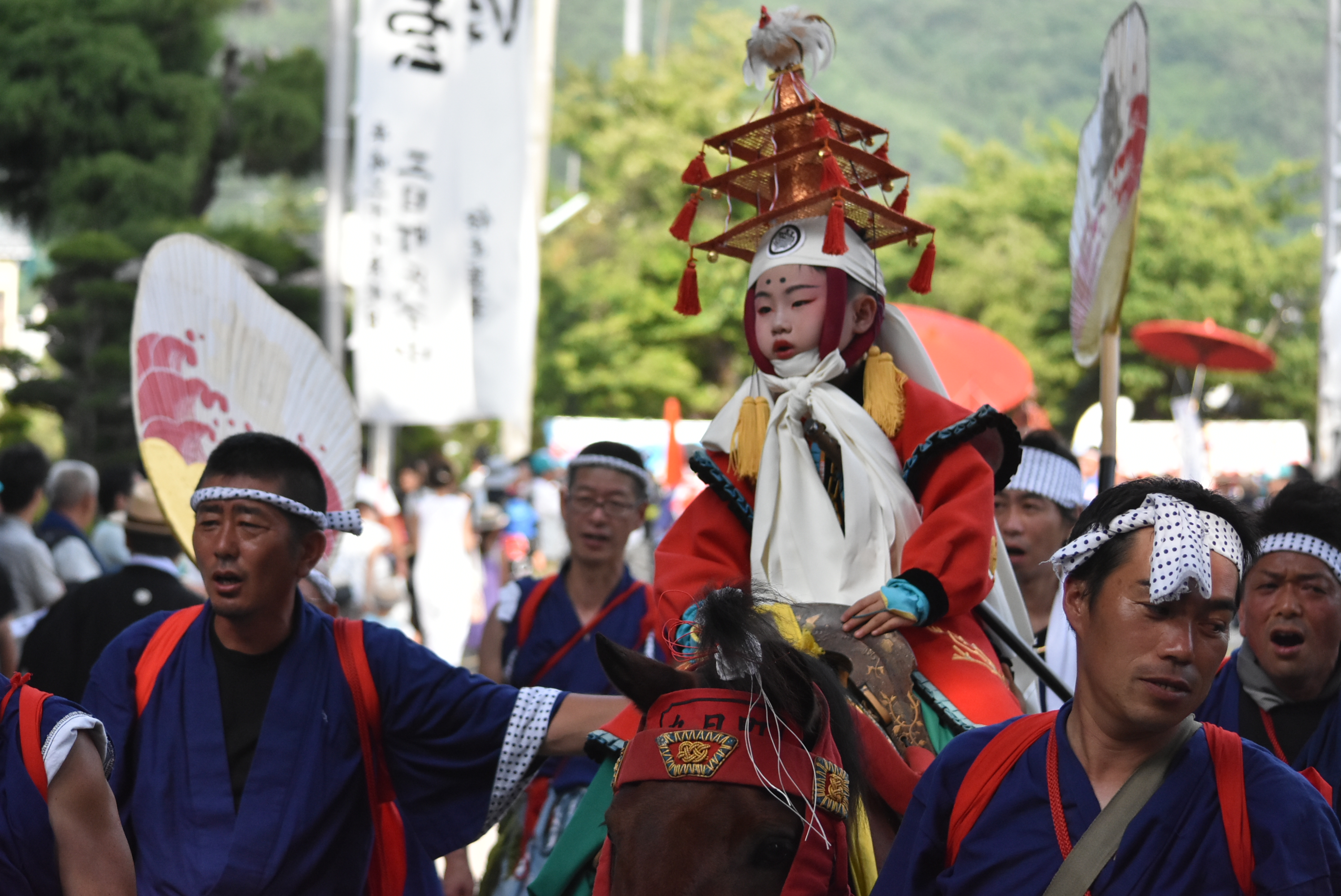
Gros plan d'un archer Yabusame au sanctuaire Nyakuichiouji (photographié le 22 juillet 2018)
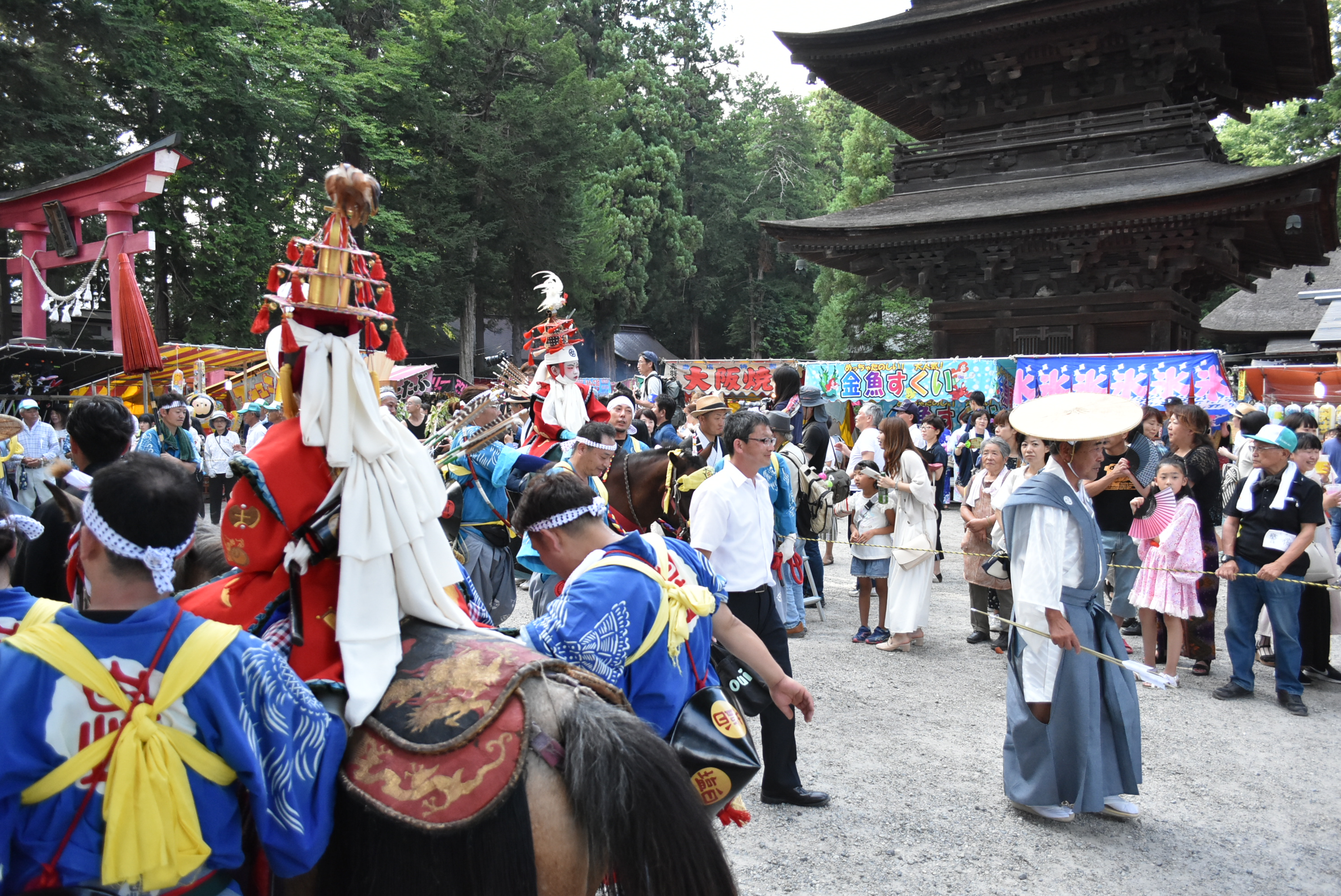
Cible de Yabusame frappant le sanctuaire Nyakuichiouji (photographié le 22 juillet 2018)
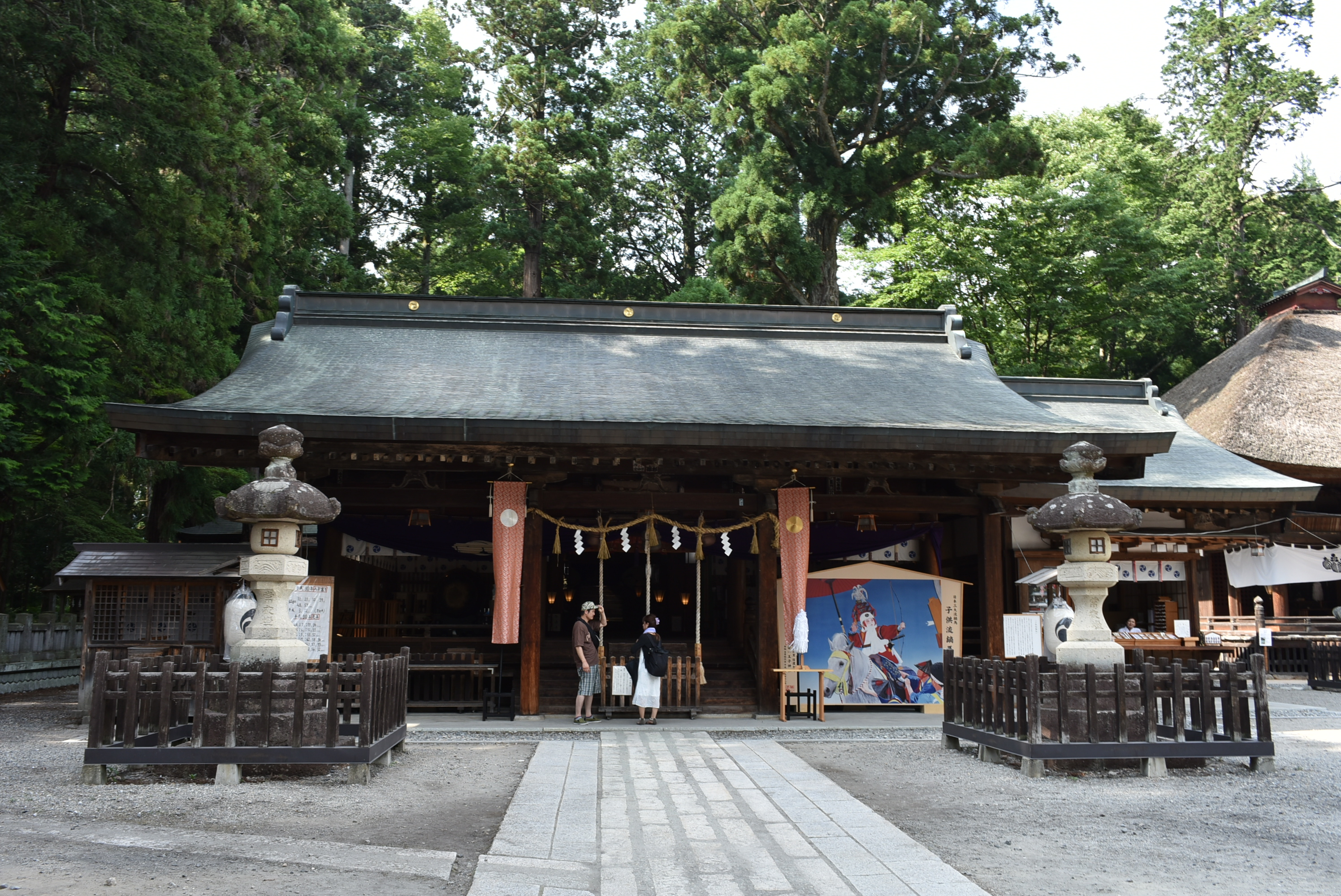
Vue générale du sanctuaire Nyakuichiouji
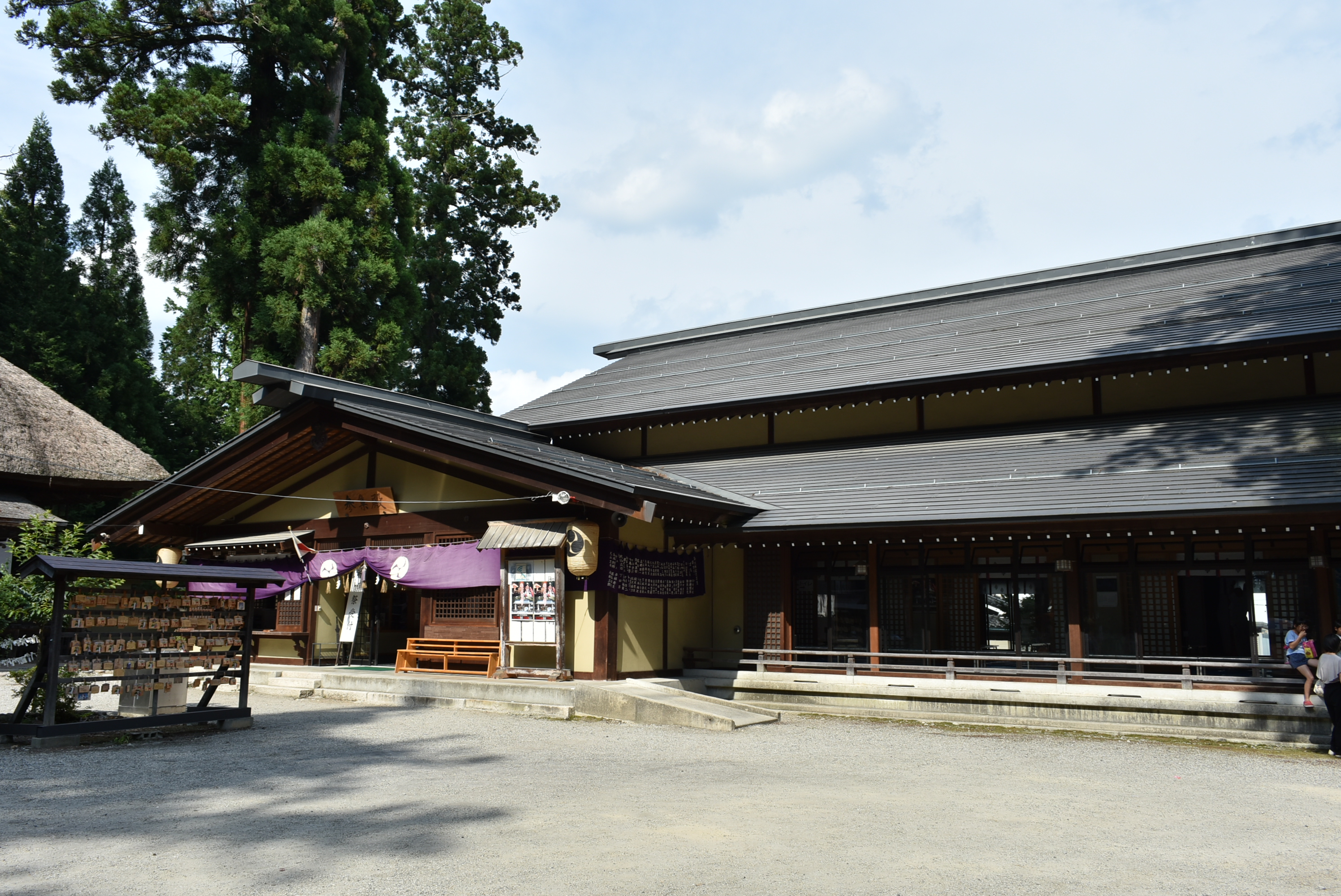
Salle Sanshuden au sanctuaire Nyakuichiouji (photographié le 22 juillet 2018)
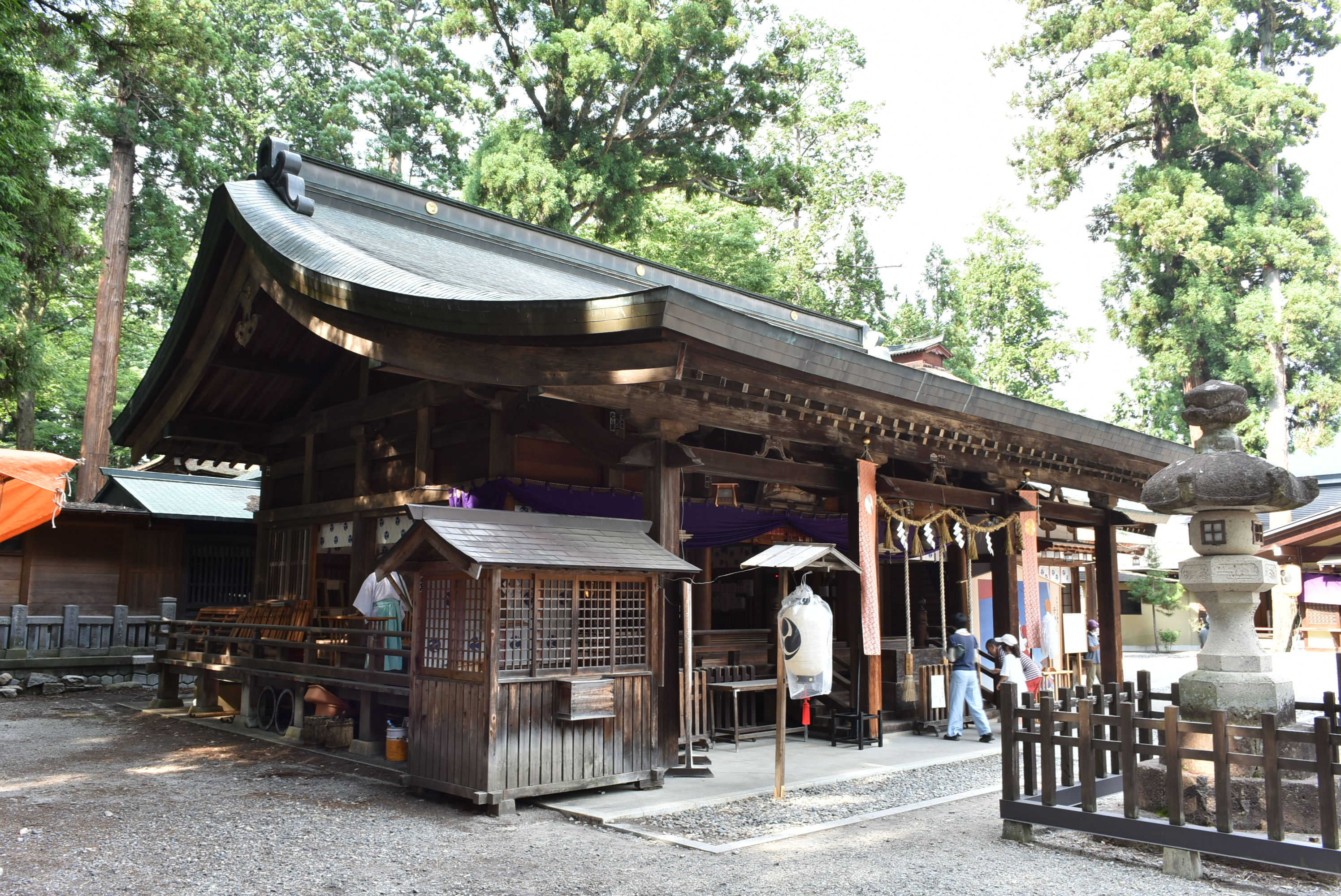
Porte d'entrée du sanctuaire Nyakuichiouji
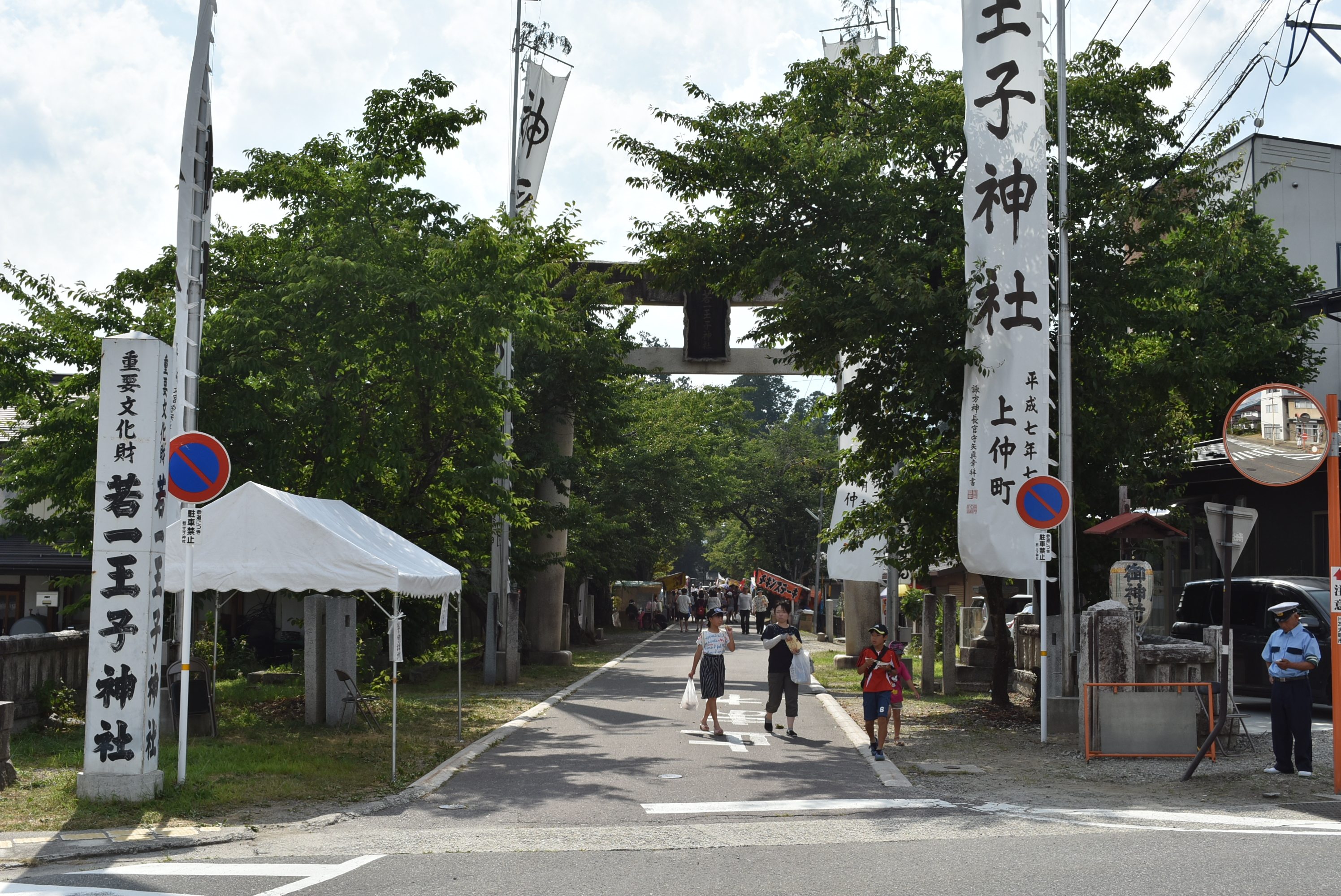
Vue de l'approche du sanctuaire depuis la voie publique (photographiée le 22 juillet 2018)
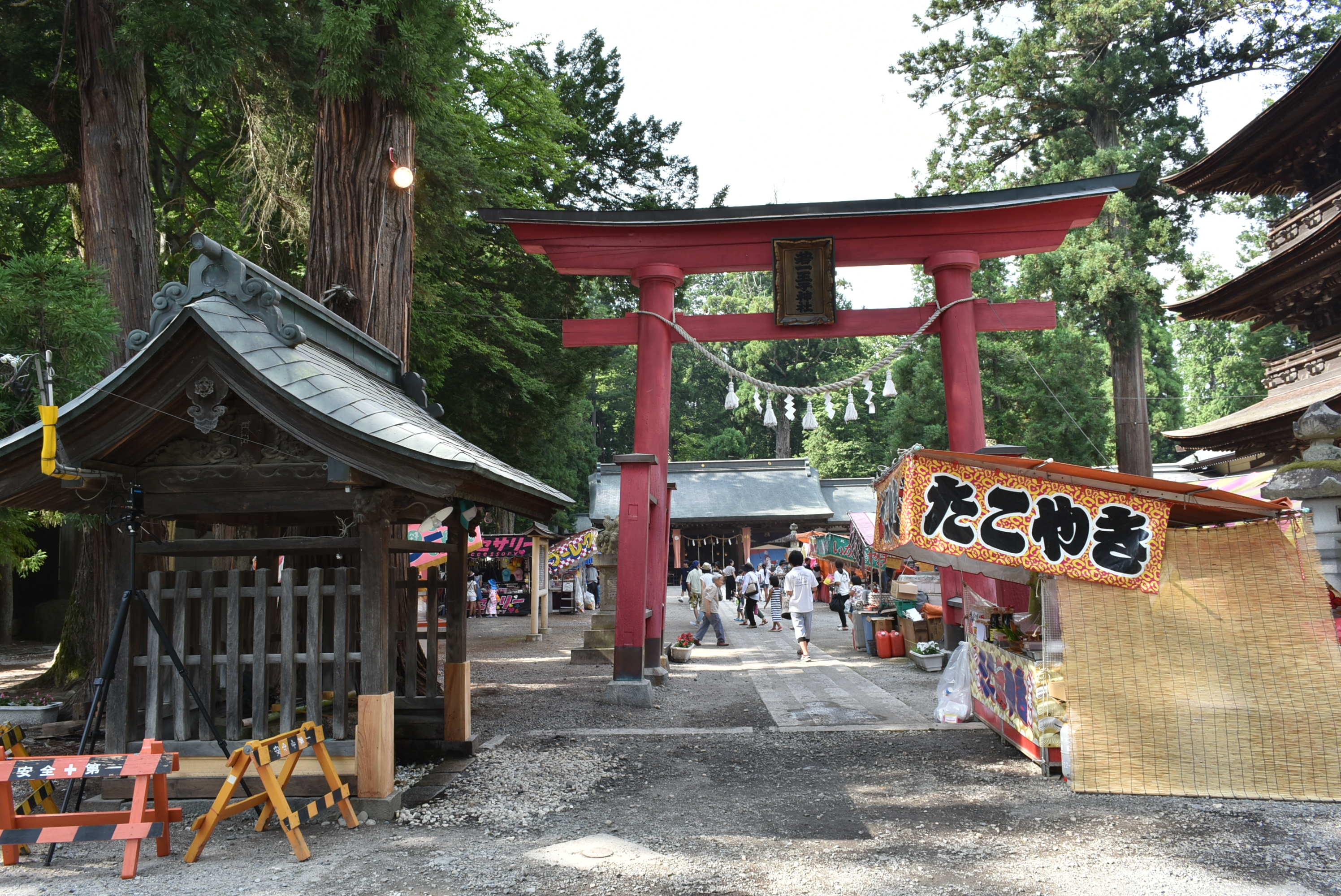
Jardin intérieur du sanctuaire Nyakuichiouji
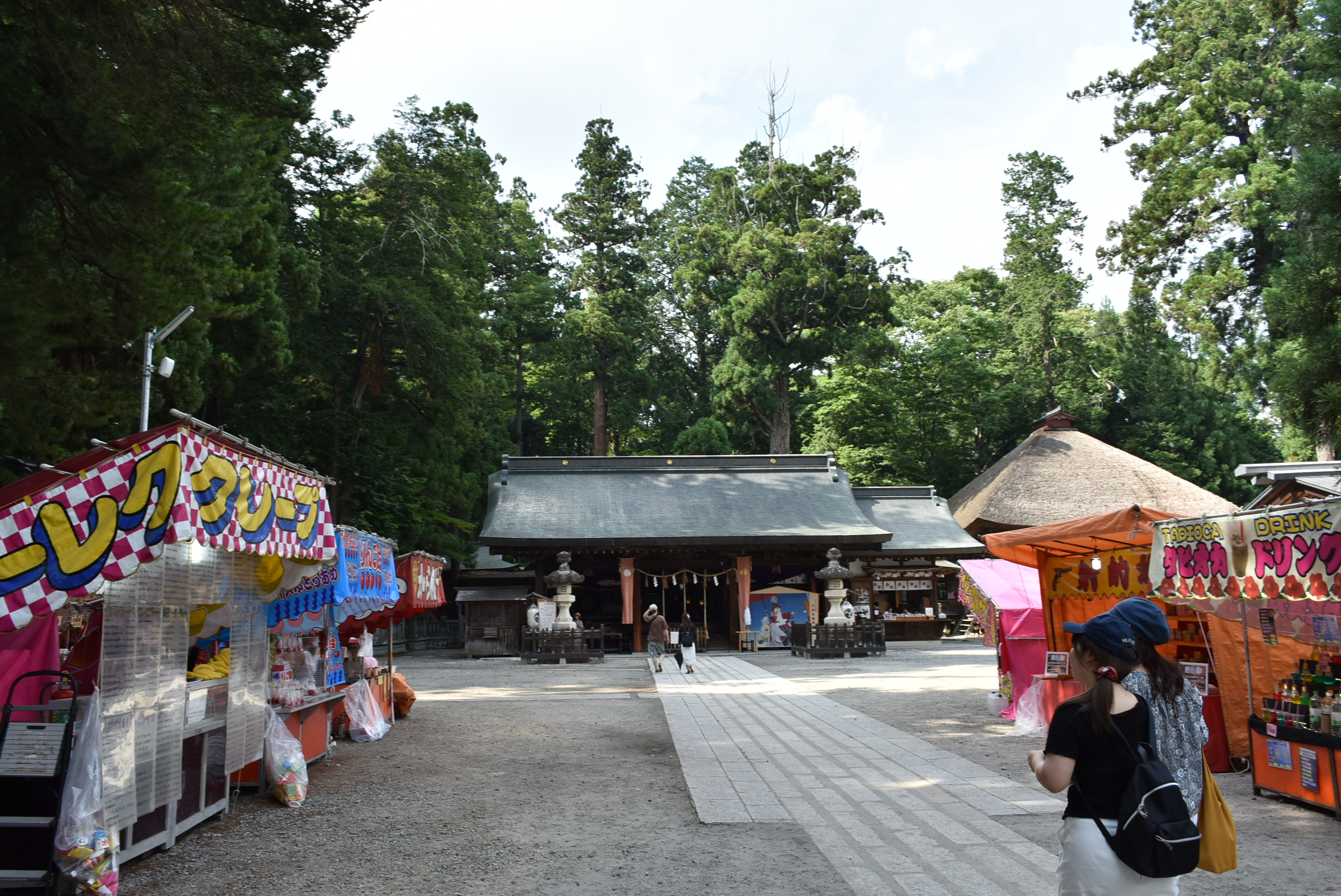
Vue nocturne des lanternes du sanctuaire Nyakuichiouji
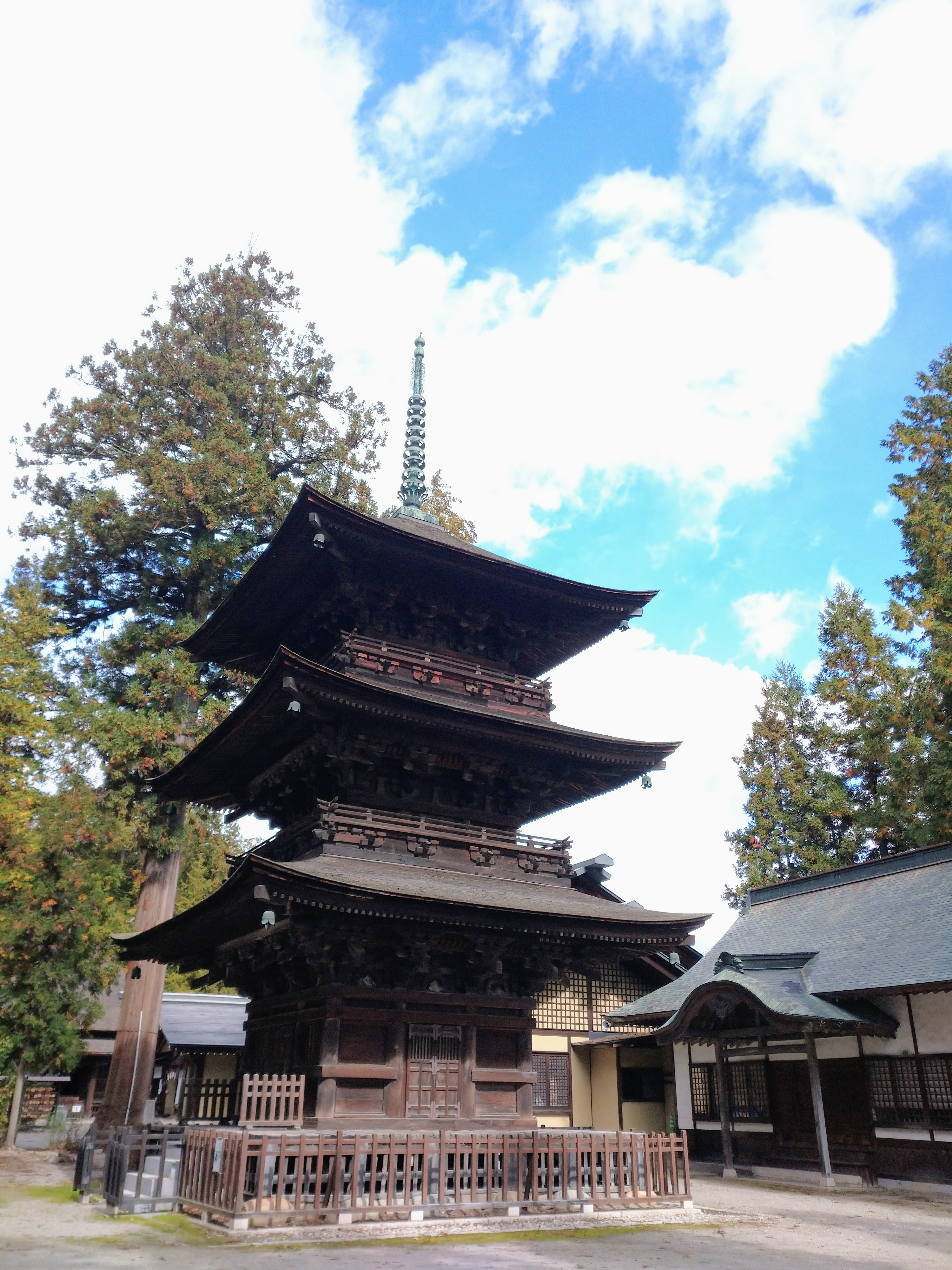
Pagode à trois étages au sanctuaire Nyakuoji dans la ville d'Omachi
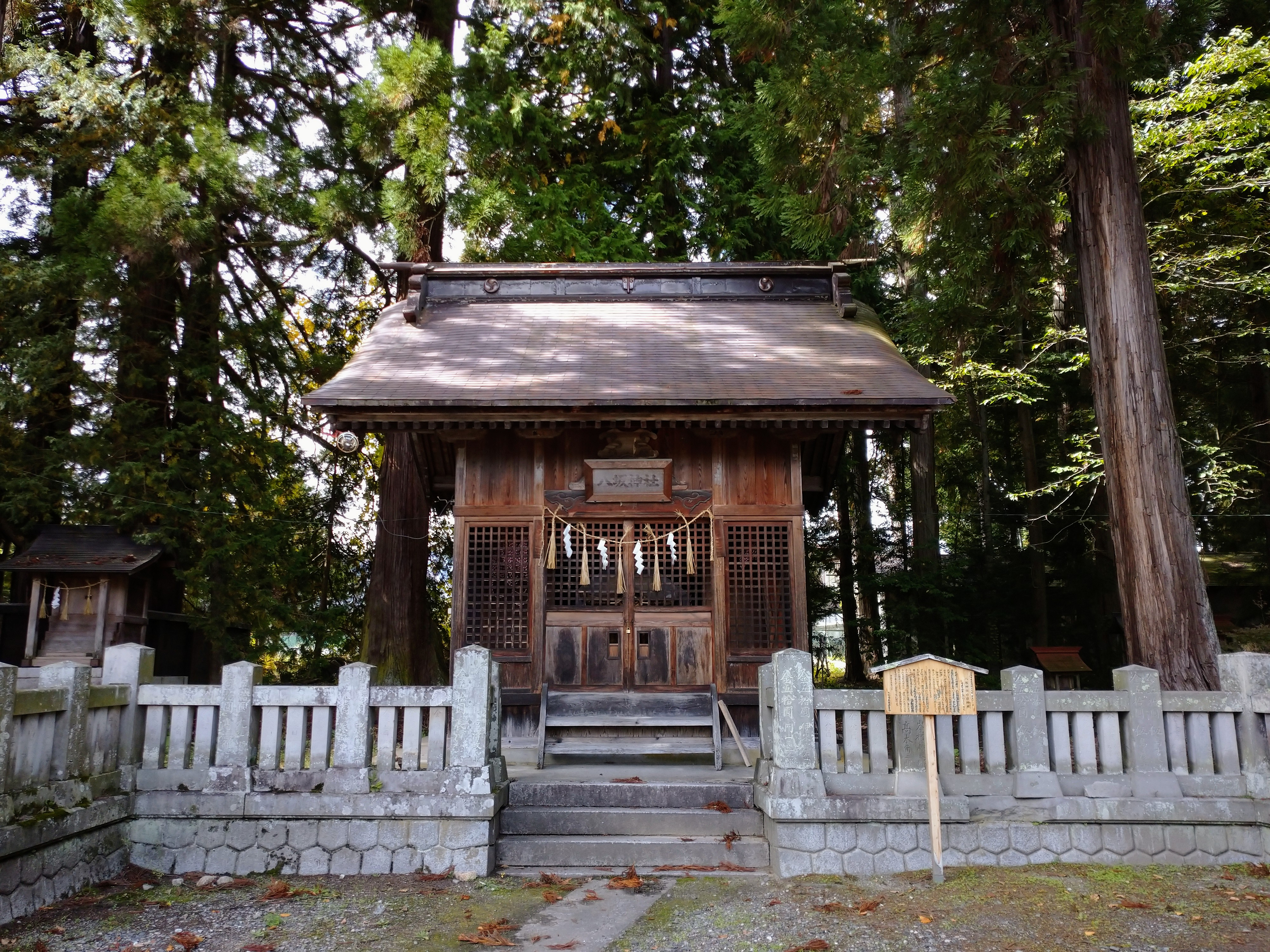
Sanctuaire Yasaka au sanctuaire Nyakuoji dans la ville d'Omachi
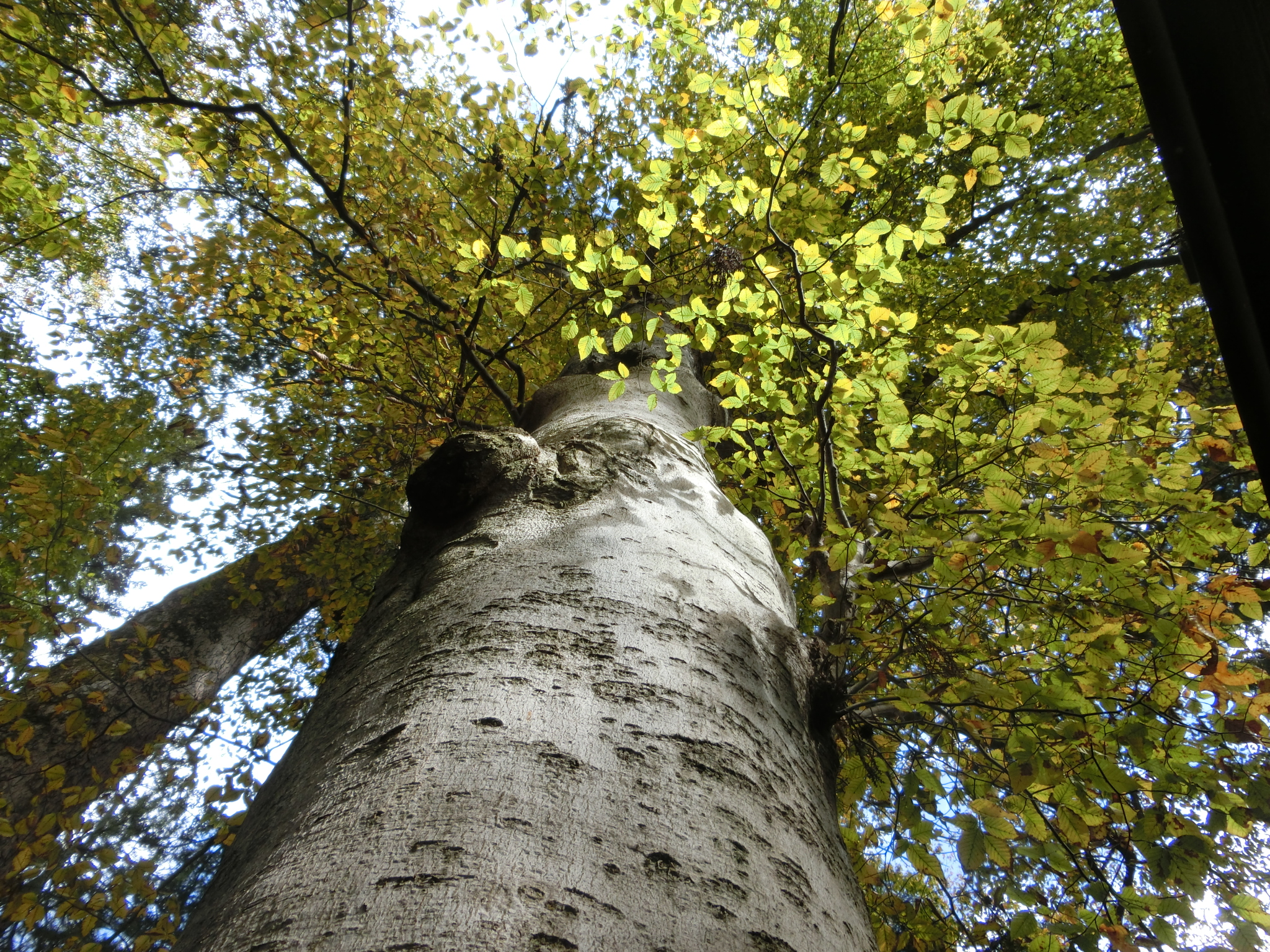
Hêtre ancien au sanctuaire Nyakuoji
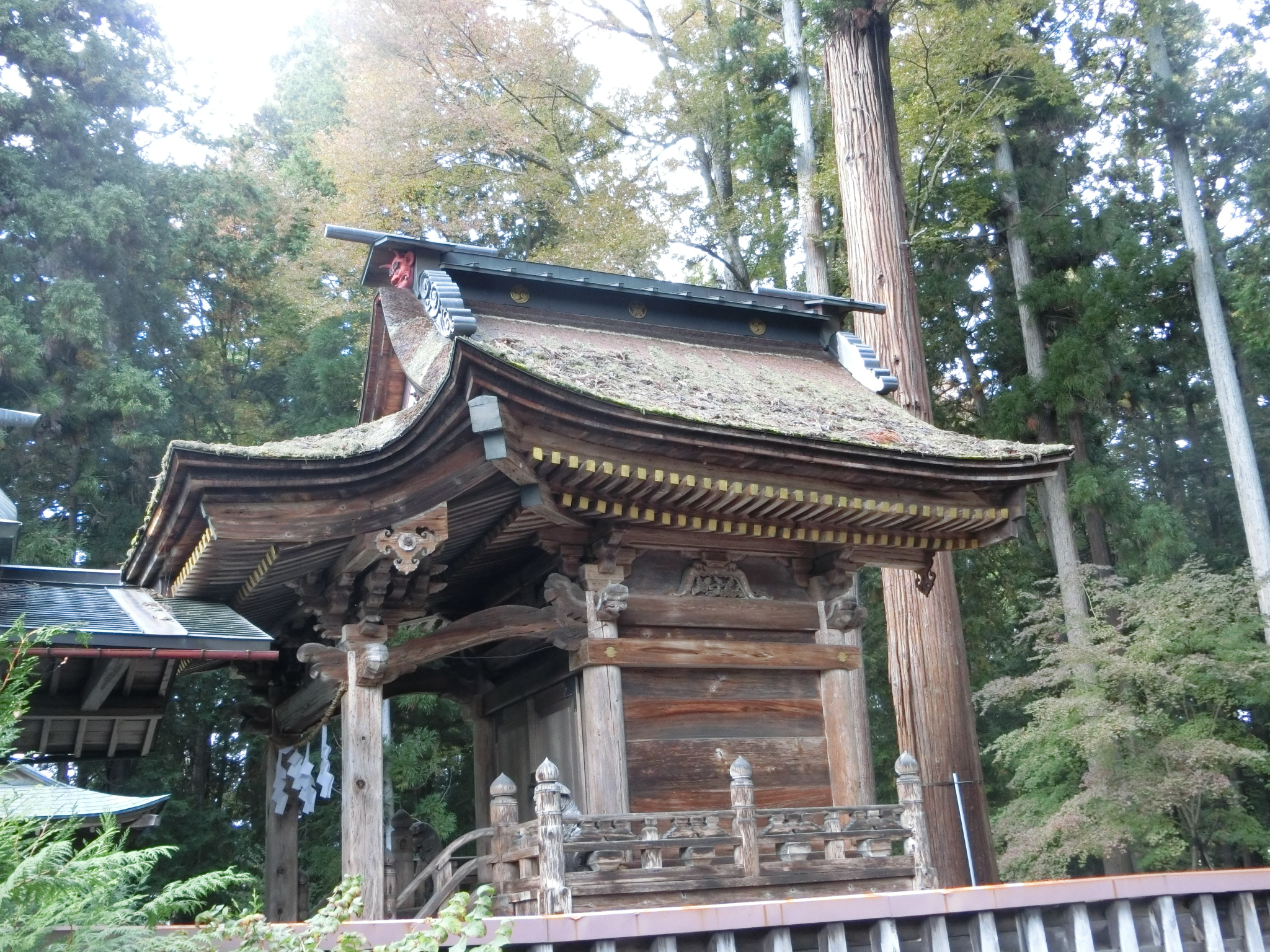
Salle principale du sanctuaire Nyakuoji
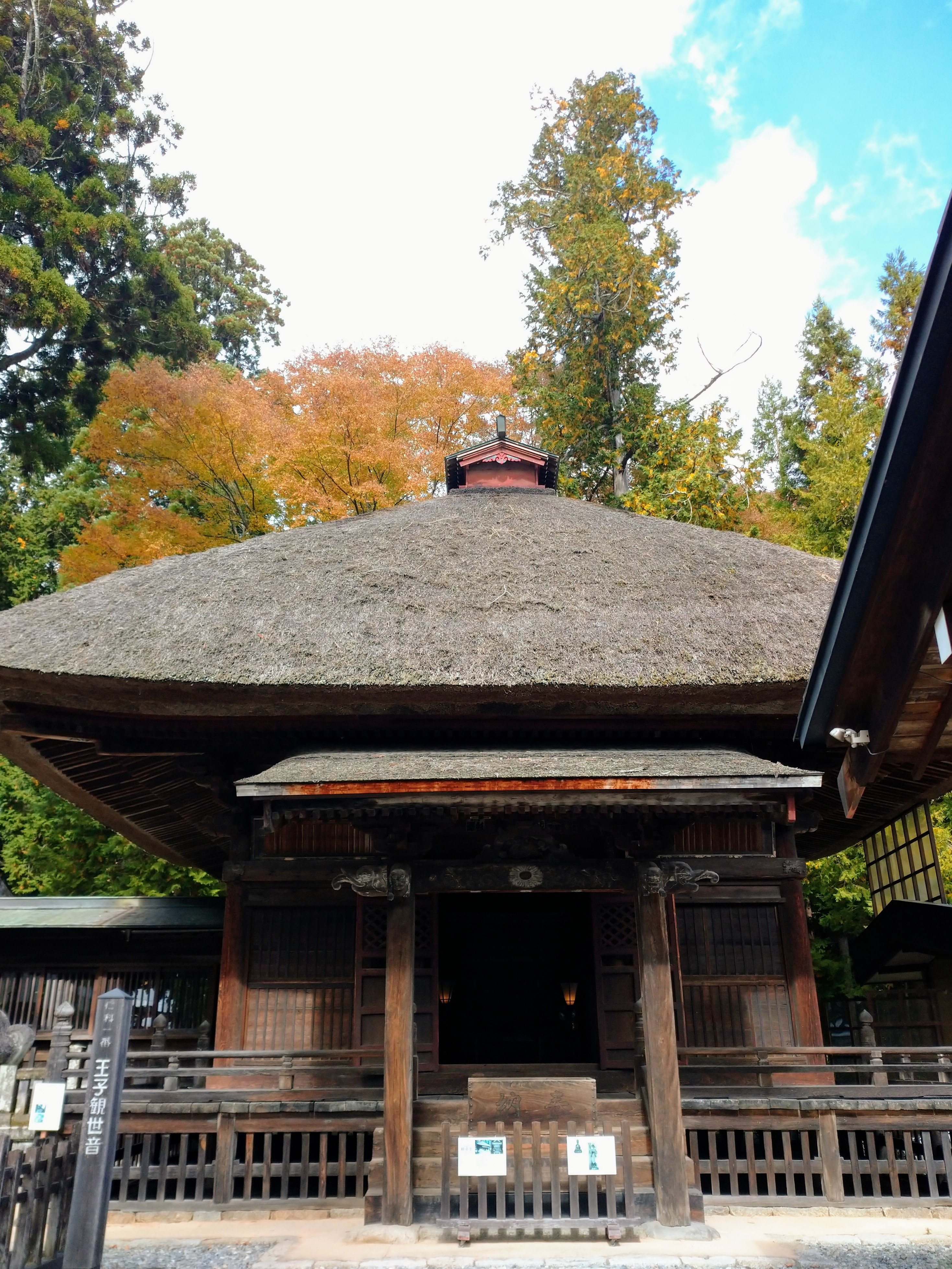
Salle Kannon au sanctuaire Nyakuoji
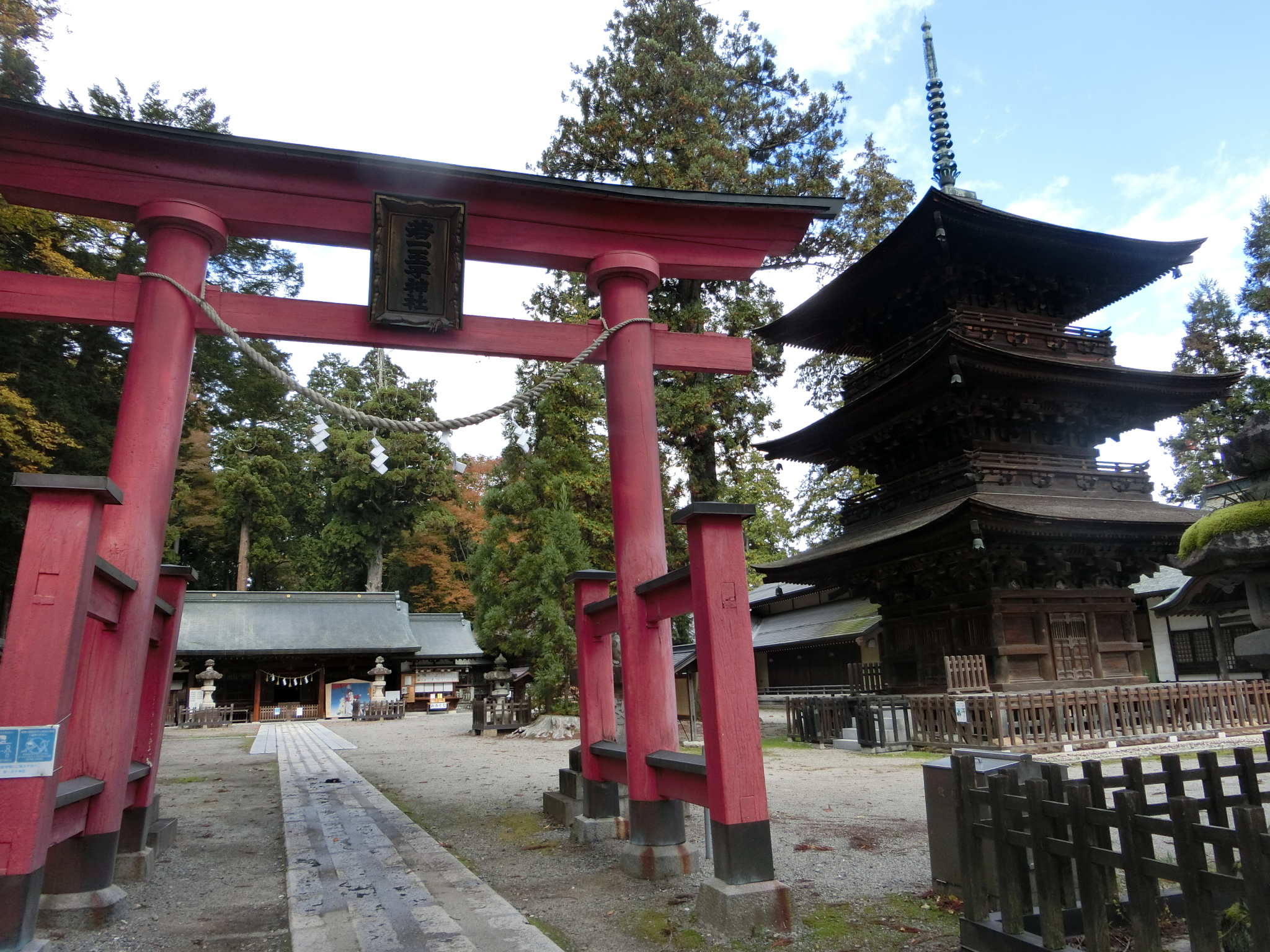
Porte Torii et pagode à trois étages au sanctuaire Nyakuoji

## Pages connexes
- Liste des propriétés culturelles désignées par la préfecture de Nagano (ja)
- Mr. Nishina (ja)
- Nishina-so (ja)
- Dansei-ji (ja)